# William Harrell Nellis

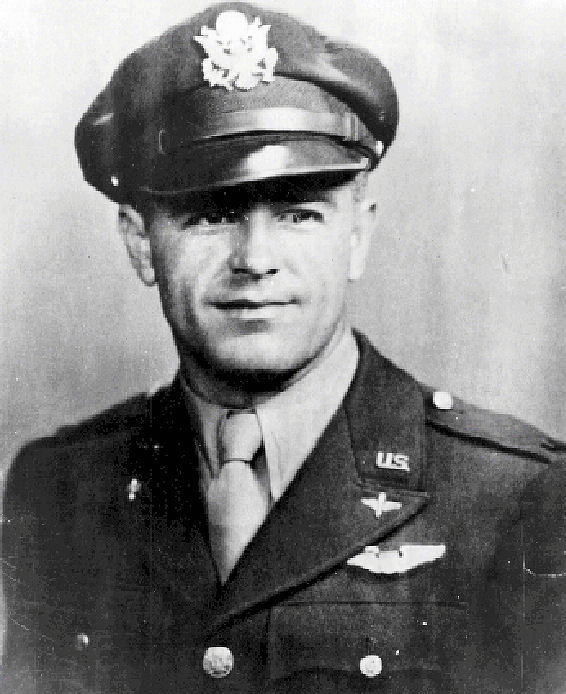
William Harrell Nellis in 1944

William Harrell Nellis (* 8. März 1916 in Santa Rita, New Mexico; † 27. Dezember 1944 in Luxemburg) war ein Oberleutnant der United States Army Air Forces.
William Harrell Nellis flog im Zweiten Weltkrieg über 70 Kampfeinsätze und wurde dreimal abgeschossen, das letzte Mal tödlich.
Am 30. April 1950 nannte die U.S. Air Force zu seinen Ehren den Las Vegas Luftwaffenstützpunkt (Las Vegas Army Air Field) in Nevada in Nellis Air Force Base um.
Kurz nach Williams Geburt zog seine Familie nach Searchlight im US-Bundesstaat Nevada, als er 13 Jahre alt war nach Las Vegas.
Er absolvierte in Las Vegas die High School, danach (9. Dezember 1942) trat er der United States Army Reserve bei, wo er in Albany (Georgia) ausgebildet wurde.
Am 7. Januar 1944 wurde er zum Flugoffizier ernannt.
Am 9. Juli 1944 wurde Nellis der 513th Fighter Squadron (der 513. Jagd-Staffel) zugeteilt, die zur Unterstützung der Armee von General George S. Patton eingesetzt war.
Am 27. Dezember 1944 wurde er in einer Republic P-47 durch Bodenfeuer abgeschossen, als er während der Ardennenoffensive einen deutschen Konvoi in Luxemburg angriff. Er flog zu tief, um mit dem Fallschirm abspringen zu können.